# Hrašća
Hrašća is een plaats in de gemeente Jastrebarsko in de Kroatische provincie Zagreb. De plaats telt 139 inwoners (2001).